# Жим над головой

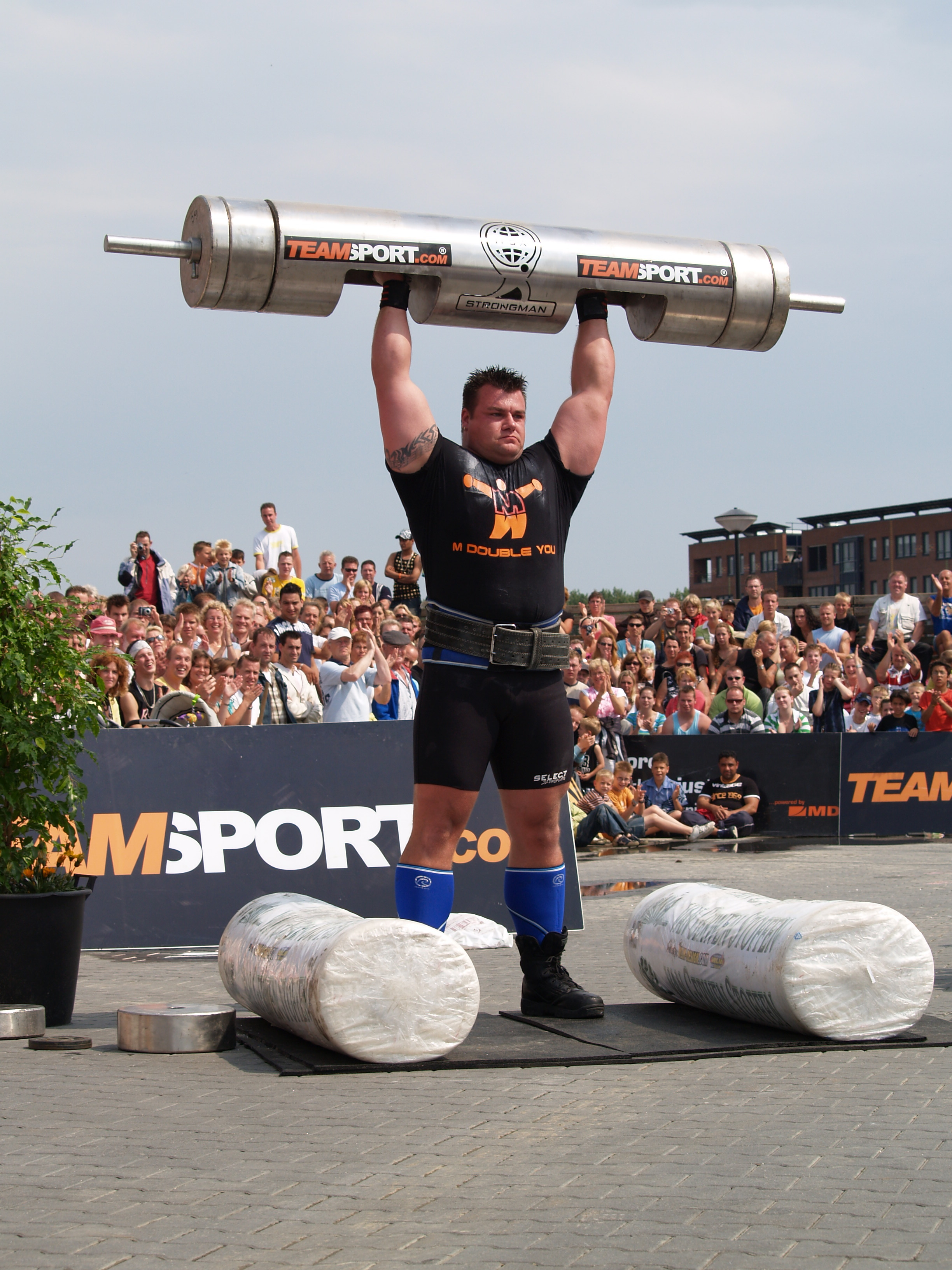

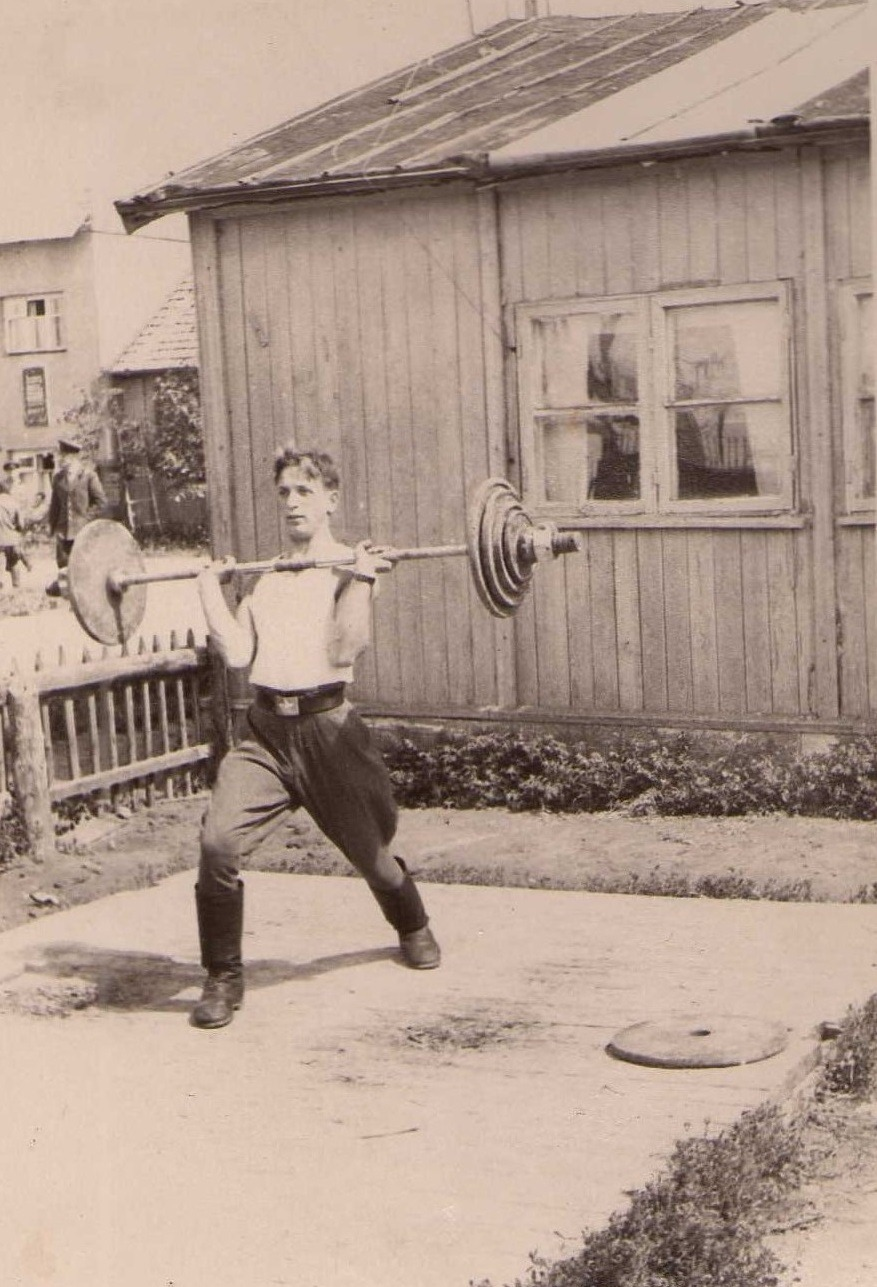

Жим над голово́й — одно из базовых упражнений для развития мышц плечевого пояса, трицепсов и других мышц верхней части спины. Жим над головой, стоя со штангой, также известен как «армейский жим».

## Варианты выполнения упражнения
Жим над головой может выполняться как базовое многосуставное упражнение для акцентированной проработки дельт, в котором работают плечевой и локтевой суставы, либо как изолирующее с фиксацией спины на скамье на тренажёре Скота, тренажёре Смита или тренажёре типа Хаммер для акцентированной проработки трицепсов, где работает только локтевой сустав, — частный случай так называемого «французского жима». В базовом варианте упражнение выполняется со штангой (либо одной или двумя гирями или гантелями), сидя прямо (либо в наклоне), лёжа (или стоя), с помощью партнёра (или специальной рамы), попеременно каждой рукой (или обеими одновременно).
С учётом различных вариантов упражнения в работу могут включаться в разной степени следующие мышцы: дельтовидные, надостная, верхние и нижние пучки трапециевидной, подниматель лопатки, ромбовидные, трицепсы, передняя зубчатая, плечевая и плечелучевая.
Упражнение может быть выполнено несколькими способами, стоя (или сидя), используя свободный вес отягощения (или изолированный с помощью тренажёра):
- со штангой с груди[8] (или из-за головы)[3]:
  - широким хватом (чуть шире плеч) штанги — нагружаются больше дельты;
  - узким хватом штанги — нагружаются больше трицепсы;
- с двумя гирями (или гантелями)[5]:
  - гантелями с начальной позицией рук в стороны;
  - гантелями с начальной позицией рук перед собой (так называемый «жим Арнольда»);
- с одной гирей (или гантелью) поочерёдно одной рукой, затем другой в одном подходе;
- с помощью тренажёра с заданной формой движения.

### С гантелями или гирями
Жим над головой с гантелями (или гирями) может выполняться двумя руками одновременно (или поочерёдно — сначала одной рукой, затем другой), стоя (или сидя). Выполняя упражнение сидя, особенно со спинкой (наклон 75°—80°), снижается нагрузка на поясничный отдел позвоночника.
Для поднятия гантелей в исходное положение они ставятся на бёдра в положении сидя и с помощью одновременного толчка ногой и тягой рукой устремляются к исходной точке. Можно использовать тренажёр, обеспечивающий не строго вертикальную траекторию, как тренажёр Смитта, а в виде узкой параболы, предохраняя плечевые суставы от излишней нагрузки.

### С тренажёром
Жим над головой для большей изоляции мышц (обычно дельт) может выполняться с применением различных специальных тренажёров, таких как:
- тренажёр Смита;
- рама Скота;
- Хаммер.

В тренажёре Хаммер вес выжимается вертикально оси туловища и нагрузка равномерно распределяется по всему позвоночному столбу, а не фокусируется на пояснице, как при обычных жимах сидя. Варьируя высоту сиденья, можно добиться максимальной амплитуды движения, что очень важно для мышц малого объёма, чем шире размах движения, тем мощнее прокачка. Прижимаясь (или даже пристёгиваясь) к спинке тренажёра мышцы (дельты), получают идеальную изоляцию и можно позволить себе концентрацию с максимальным весом для себя. Чтобы перевести жимы с гантелями в базовый режим, нужны гантели очень большого веса — это опасно и неудобно. Тренажёр Хаммер, в отличие от рамы Смита, полностью исключает «читинг», прогиб поясницы исключён, также Хаммер задаёт весу анатомически верную амплитуду движения, при которой локти строго зафиксированы в нужной позиции (локти составляют прямую линию и не ходят туда-сюда).

## Безопасность
Нежелательно выполнять «жим из-за головы», поскольку жим с груди является более естественным и безопасным движением для плечевых суставов. Не рекомендуется выполнять жим стоя, если имеются проблемы с позвоночником (или плечами). При выполнении жима не рекомендуется отклоняться назад, поскольку это изменяет нагрузку на мышцы и чревато травмами.
Если спина и брюшные мышцы слабые, то для предотвращения травм позвоночника атлетами используется атлетический пояс и другая экипировка.
Слишком большой вес может вызвать нарушения техники и повысить риск травм, нежелательны форсированные и негативные повторения, а также «читинг», ввиду сложности упражнения. Для безопасного завершения подхода может понадобиться помощник для подстраховки (он становится сзади), поскольку атлет может сильно устать и нарушить технику безопасного выполнения или же может воспользоваться силовой рамой — тренажёром Смита.